# Arbre de vie (artisanat)
Pour les articles homonymes, voir Arbre de vie (homonymie).

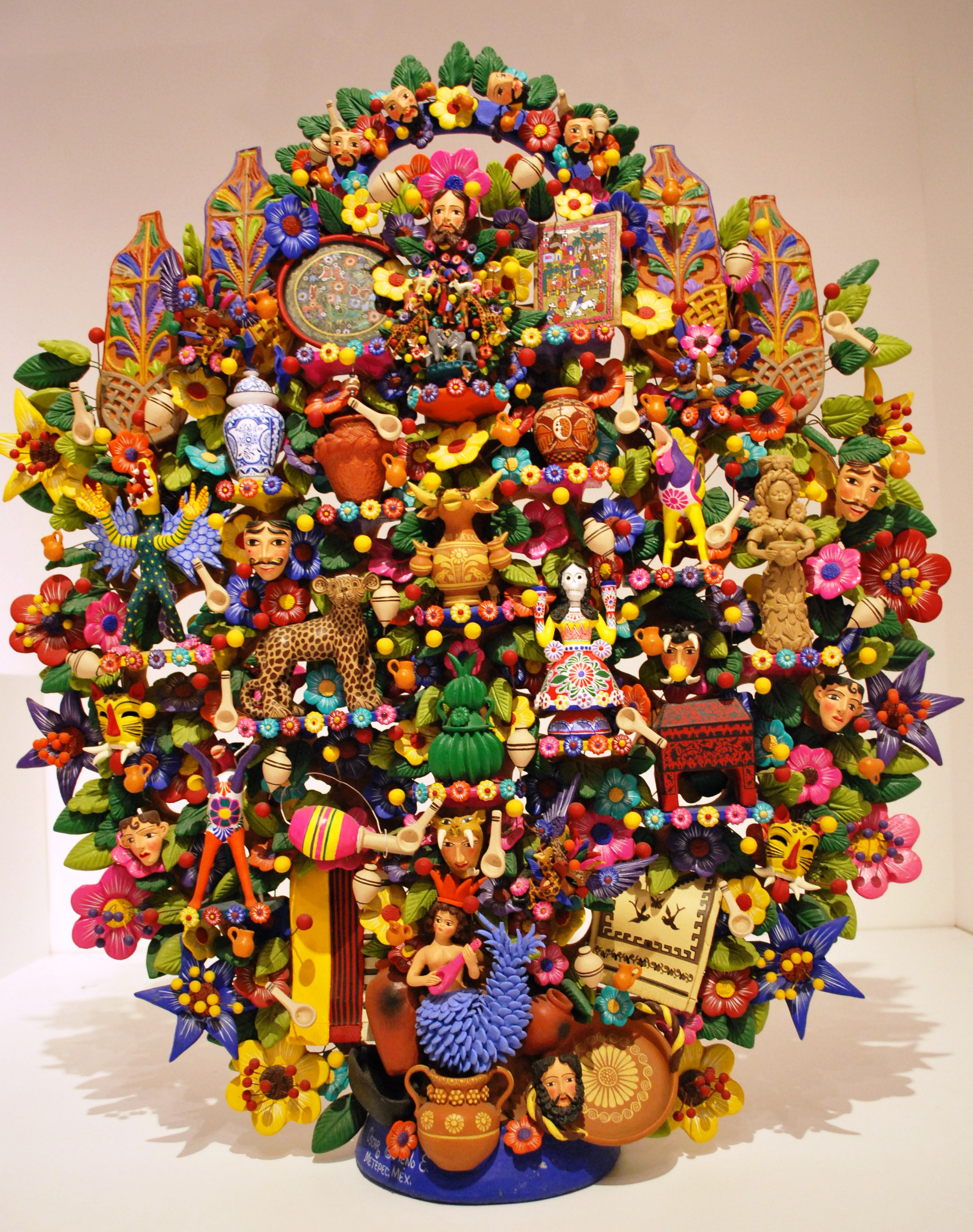
Arbre de vie dont le thème est à la fois floral (printanier), et concerne aussi l'artisanat d'art traditionnel. Par le sculpteur de Metepec Oscar Soteno, exposé au Museo de Arte Popular (Musée d'Art Populaire) de Mexico.

Un arbre de vie est une sculpture en argile fabriquée traditionnellement de manière artisanale dans le centre du Mexique, principalement dans la commune de Metepec, appartenant à l'État du Mexique. C'est cependant à Izúcar de Matamoros, dans l'État de Puebla, que l'on trouve les premières traces de sculptures en argile en forme d'arbres.
Pendant la période coloniale, les scènes représentées servaient à enseigner l'histoire de la Création selon la Bible aux autochtones. La tradition veut que les sculptures représentent certains passages bibliques, comme l'histoire d'Adam et Ève, ou l'arche de Noé, mais les arbres de vie peuvent aujourd'hui traiter de thèmes non religieux.

## Origine
La création d'arbres de vie fait partie de la tradition de l'artisanat en céramique de la région montagneuse centrale du Mexique.
La fabrication de céramique dans cette région, comprenant des figurines en argile, date de 1 800 à 1 300 av. J.-C.. La couleur y fut ajoutée sous l'influence olmèque. Elle adopta un symbolisme religieux autour de l'an 800, sous l'influence de Teotihuacan. La céramique matlatzinca (es) continua ensuite à se développer en subissant de multiples influences dans l'actuel État de Mexico, stratégiquement situé entre la Vallée de Mexico et les actuels États de Morelos et de Guerrero.
À la suite de la conquête espagnole, les moines détruisirent les objets qui représentaient les anciens dieux et les remplacèrent par des images de saints et d'images issues de l'iconographie chrétienne. La représentation d'« arbres de vie » dans les peintures et sur d'autres supports participa à l'évangélisation de la population native. Pendant l'essentiel de la période coloniale, la céramique de l'État du Mexique avait principalement pour débouché le marché local et adopta des techniques de créations mixtes espagnoles et indigènes. Ce fut dans la première moitié du XXe siècle, que l'on commença à fabriquer des pièces décoratives en céramique parfois luxueuses. L'arbre de la vie, qui représente alors des thèmes tels que la mort ou le printemps, fait partie de cette nouvelle production sans fonction religieuse.
La fabrication de sculptures d'arbres de vie en argile avec le thème biblique du Jardin d'Éden comme à Izúcar de Matamoros s'étendit à d'autres zones, particulièrement à Metepec, dont les arbres se distinguent par leurs couleurs vives,,. Les arbres de vie sont considérés comme emblématiques de cette commune et font partie d'une tradition de sculpture de l'argile qu'on trouve seulement à Metepec,. D'autres thèmes sculpturaux fréquents sont les sirènes (un exemplaire géant se trouve dans une section de Ciudad Típica), ainsi que les chevaux ailés (pégases), les coqs, les lions et les fleurs,.

## Description

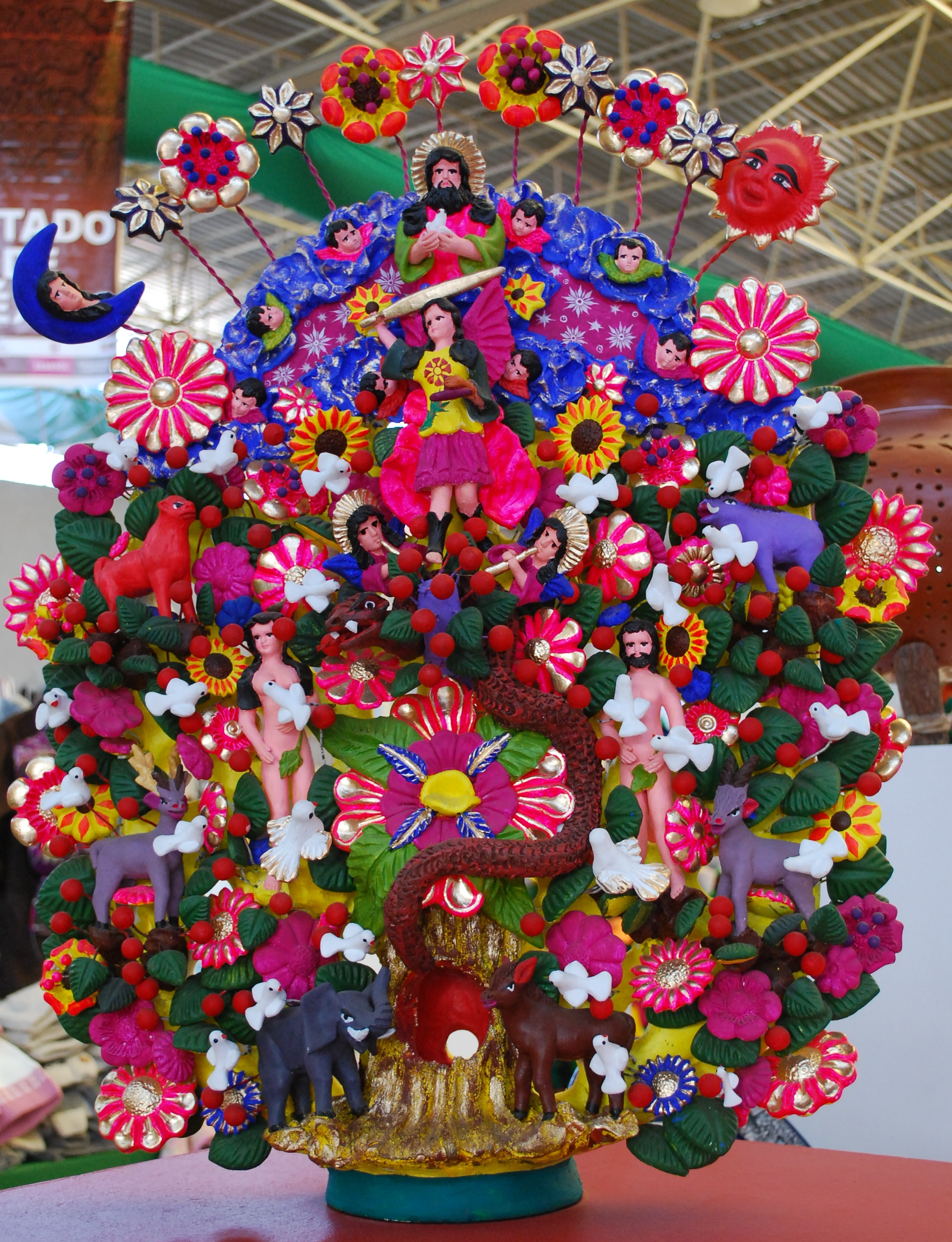
Arbre de vie traditionnel représentant le Jardin d'Éden.

L'arbre de vie traditionnel comprend un grand nombre de représentations. Dans la partie supérieure de la sculpture, on trouve une représentation de Dieu ; en dessous, les sept branches de l'arbre représentent la création du monde en sept jours. On trouve des représentations du soleil et de la lune, d'Adam et Ève, d'animaux, de fleurs et de fruits qui symbolisent le paradis. Le serpent biblique apparaît dans la partie inférieure, de même que l'Archange Michel qui expulse Adam et Ève du Jardin d'Éden. En général, l'arbre de vie a la forme d'un candélabre. Il est fabriqué principalement pour un usage religieux et décoratif. Les modèles qui ont un brûleur d'encens sont plus probablement destinés à des motifs religieux. À Izúcar de Matamoros, les arbres de vie s'utilisent lors de processions telle que celle de la Fête-Dieu.
Les arbres sont faits d'argile, cuite dans des fours à gaz à basse température,. La plupart mesurent entre 26 et 60 centimètres de haut et leur création prend de deux semaines à trois mois. La fabrication de pièces extrêmement grandes peut prendre jusqu'à trois ans. Ces arbres varient en taille depuis des miniatures jusqu'à de gigantesques sculptures publiques, mais aussi dans la quantité et la finesse des détails sculptés. La plupart des arbres sont créés et vendus par des artisans qui ont appris à les élaborer avec leurs parents.
Ces dernières décennies, des artisans ont cherché à innover avec les thèmes. Beaucoup d'arbres ont un thème unique, mais le plus commun est la dualité entre la vie et la mort et la relation de l'homme avec le monde naturel. Ils conservent toutefois souvent des éléments bibliques, comme les images d'Adam et Ève. Tiburcio Soteno Fernández est l'un des potiers qui crée des arbres aux thèmes non bibliques, dont beaucoup représentent l'histoire d'un endroit ou d'une personne célèbre et sont fabriqués sur demande. Ses œuvres ont été présentées dans des expositions temporaires à travers le monde, notamment en Écosse, aux États-Unis, au Canada, en Italie et en France. Pourtant, les puristes insistent sur le fait que les arbres qui ne représentent pas le Jardin d'Éden ne peuvent être considérés comme de véritables arbres de vie.

## Situation actuelle de l'artisanat

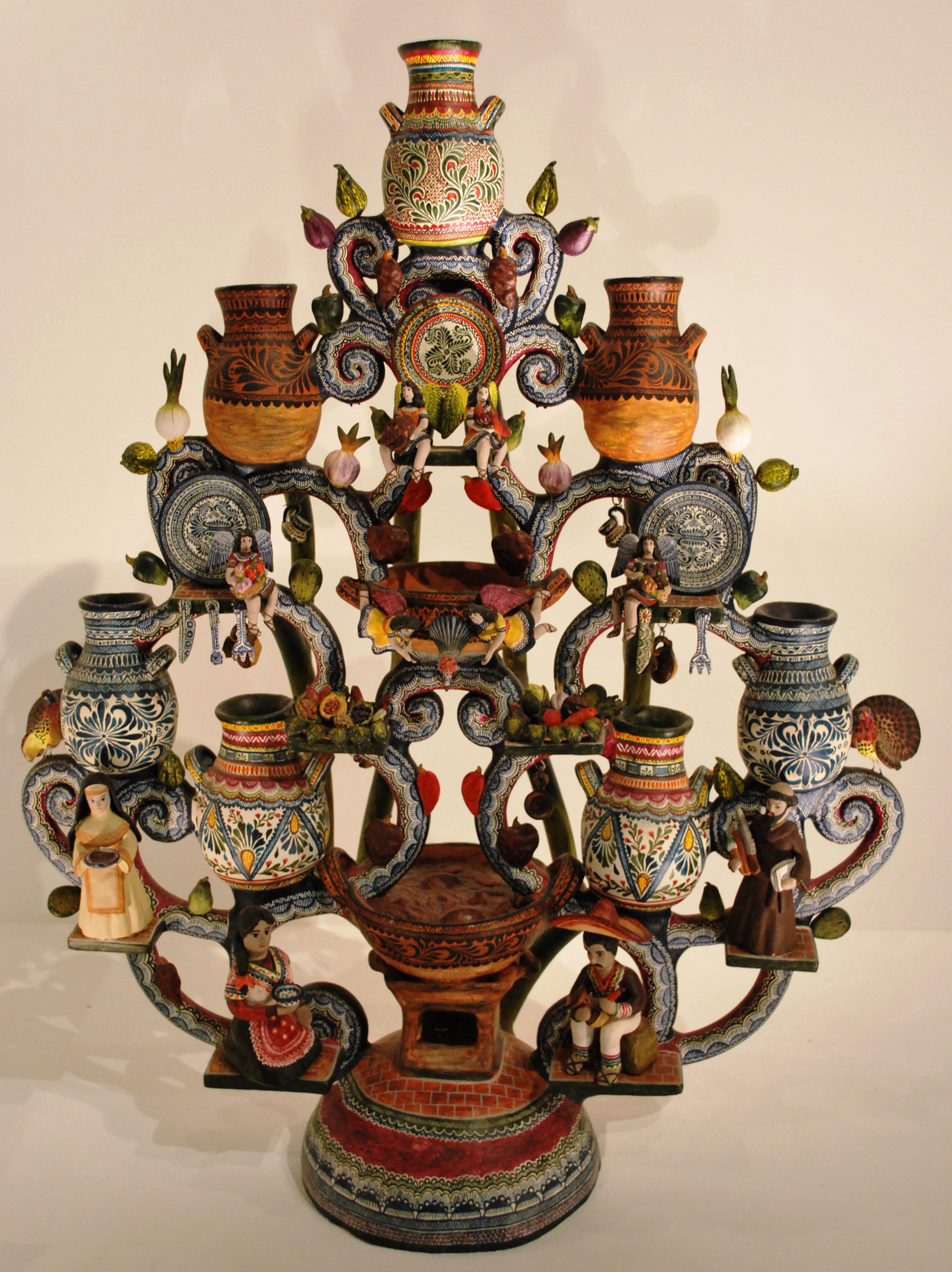
Arbre de vie. Sculpture d'Alfonso Castillo qui représente l'histoire du mole (sauce, plat traditionnel) et de la céramique Talavera de Puebla, exposée au Museo de Arte Popular (Musée d'Art Populaire) de Mexico.

Arbre de vie. Sculpture d'Alfonso Castillo qui représente l'histoire du mole (sauce, plat traditionnel) et de la céramique Talavera de Puebla, exposé au Museo de Arte Popular (Musée d'Art Populaire) de Mexico.
Les arbres de vie sont principalement fabriqués dans trois villes : Metepec dans l'État du Mexique, et Izúcar de Matamoros et Acatlán, dans l'État de Puebla. Alors qu'ils étaient autrefois destinés à des activités religieuses et représentaient un cadeau traditionnel pour les jeunes mariés comme « symbole de fertilité et d'abondance », actuellement la plupart sont élaborés à des fins commerciales.
La tradition artisanale s'est mieux préservée à Metepec, où la vente des arbres de vie représente une activité non négligeable, connue internationalement, avec des demandes de pays tels que la Chine, le Japon, la France, l'Italie et l'Allemagne et surtout l'Espagne,. Les potiers les plus connus de Metepec sont Archundia, Tito Reyes, Modesta Fernández, Macario Garduño, Paz López, Claudio Tapia, Timoteo González, Celso Rodríguez, José Sánchez de León, Lázaro et Manuel León. Les autorités de Metepec se sont donné la tâche d'organiser des cours de céramique afin de préserver cette tradition,.
Pourtant, cet artisanat connaît un certain déclin qui fait craindre un « danger d’extinction ». Dans la rue Comonfort, à Metepec, il existe de nombreux établissements consacrés à la vente de céramique, mais deux d'entre eux seulement continuent à fabriquer les arbres de vie de façon artisanale. Une des principales raisons sont les imitations bon marché, souvent importées d'Asie. Ceci est un problème pour beaucoup d'artisans mexicains, qui a poussé le gouvernement fédéral à développer des marques déposées et des appellations d'origine pour l'artisanat traditionnel,. En 2009, l'arbre de vie s'est converti en marque déposée pour les artisans de Metepec et de la ville voisine de Calimaya, où environ 300 familles se consacrent à sa fabrication. Outre l'authenticité, il y a des plans pour utiliser la marque et pour promouvoir ce travail au niveau international,.
Au Mexique il existe un prix national de céramique appelé Concurso Nacional de Alfarería y Cerámica « Árbol de la Vida » (Concours National de Poterie et Céramique « Arbre de Vie »), qui se déroule chaque année et est organisé par la commune de Metepec. Cependant, les pièces participantes au concours ne se limitent pas aux arbres de vie. Y participent des œuvres originaires de divers endroits du pays comme les États de Oaxaca, Jalisco et Guanajuato, bien que la plupart soient de l'État du Mexique. Il y a des catégories pour les pièces crues, les pièces cuites à basse température, les pièces cuites à haute température et les pièces émaillées. Chaque année, des représentants des diverses communautés indigènes du Mexique se réunissent pour former un arbre de vie humain. En 2006, cinq cents personnes de soixante-trois différents groupes ethniques, vêtues des tenues autochtones, se sont réunies pour former une pyramide humaine en faveur de la paix dans le monde. Parmi les ethnies représentées, citons les Zapotèques, les Huaxtèques, les Purépechas, les Mayas, les Otomis, les Huichols, les Tarahumaras et les Yaquis.
D'autres projets avec des ambitions similaires, comme l'Explanada Artesanal (situé dans la rue Hidalgo de Metepec), n'ont pas connu beaucoup de succès à leurs débuts. En 2002, faute de visiteurs, la plupart des 95 stands consacrés à la vente d'artisanat en argile et en céramique n'ouvraient que les week-ends. D'après les vendeurs, le problème viendrait du manque de soutien de la commune. La situation semble avoir changé en 2012, les autorités reconnaissant que le travail des artisans donne une visibilité internationale à Metepec.

## Galerie

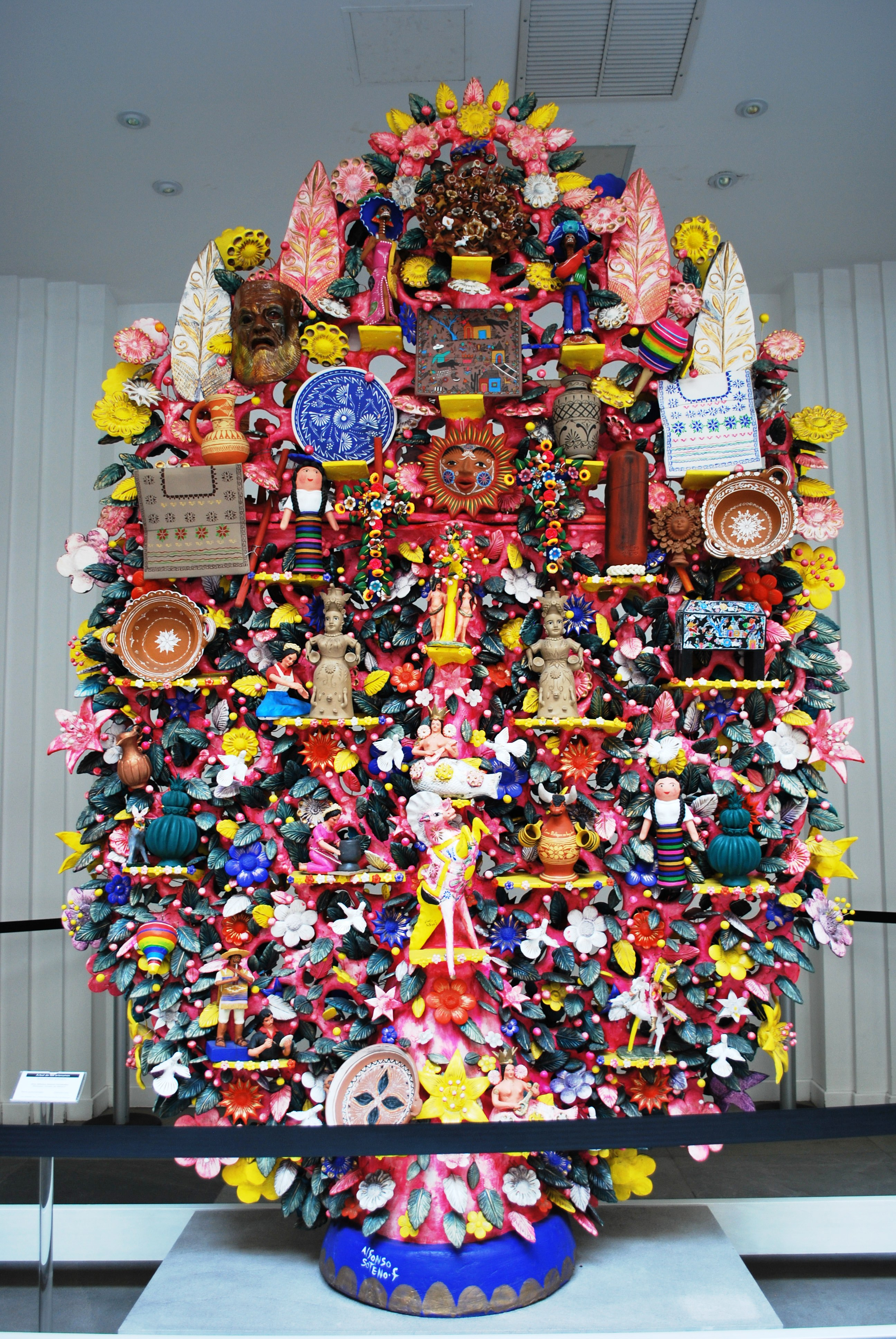
Arbre de Vie, sculpture par Oscar Soteno visible au Museo de Arte Popular de Mexico.
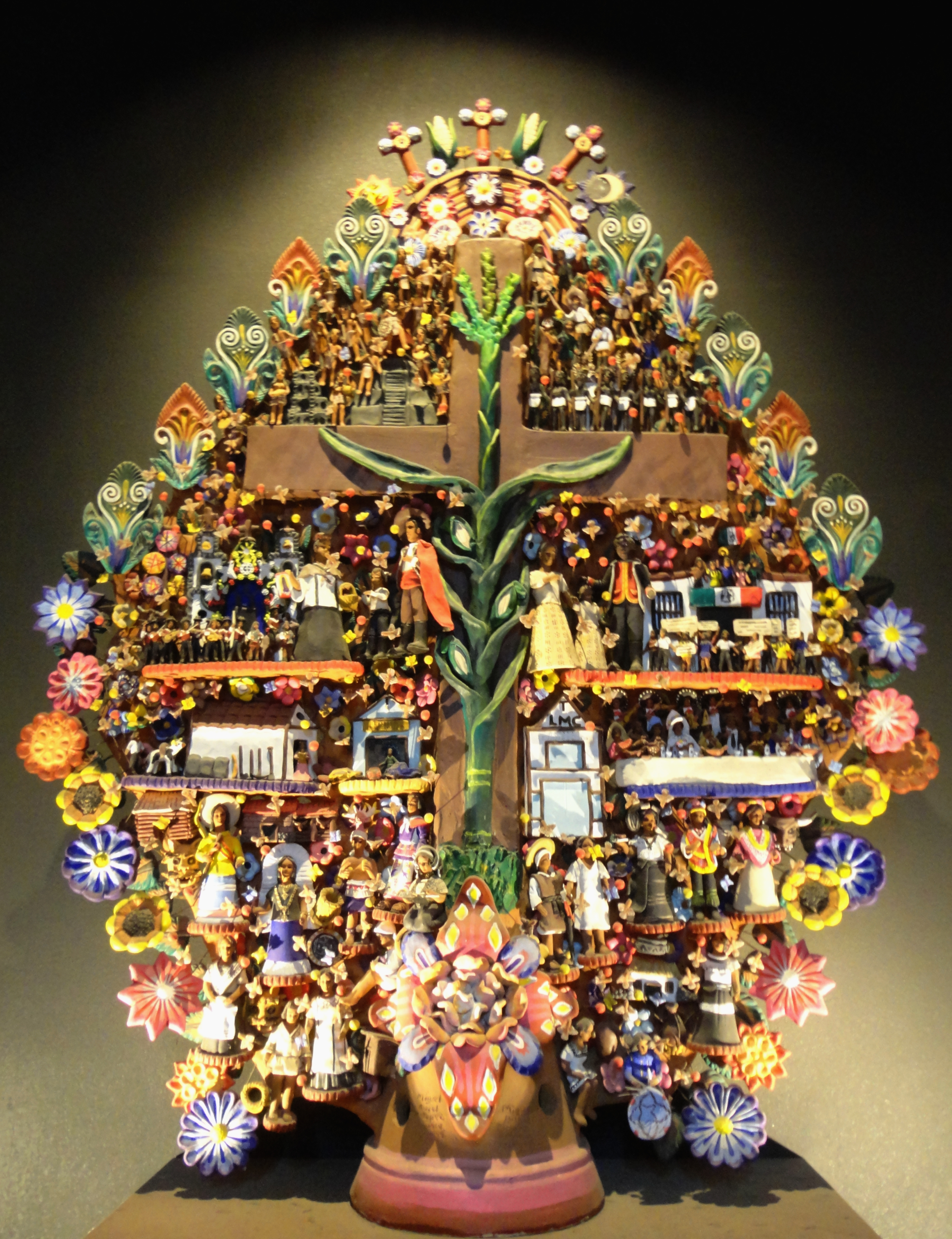
Arbre de Vie, visible au Musée national d'anthropologie de Mexico.
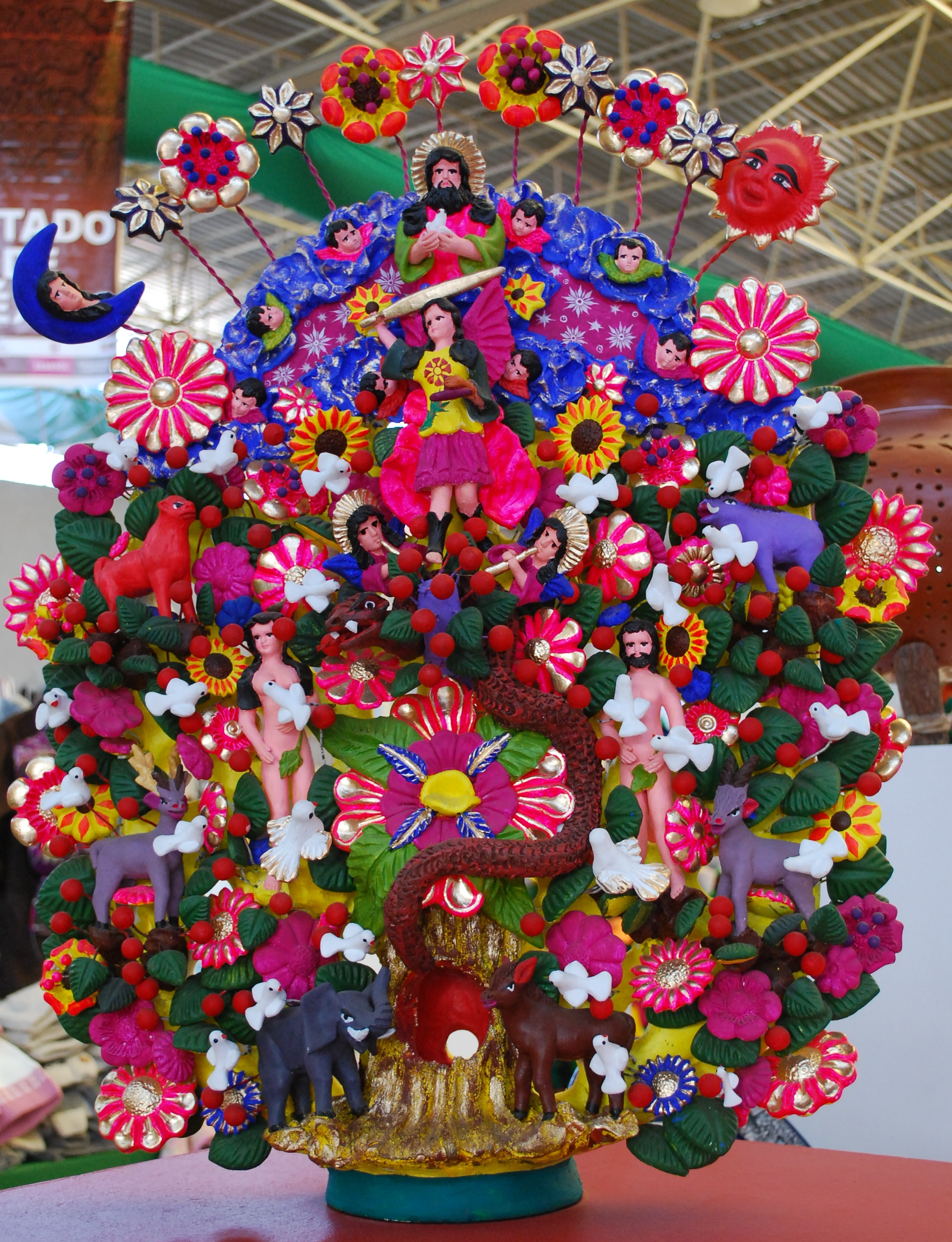
Arbre de vie traditionnel sur le thème du Jardin d'Eden.
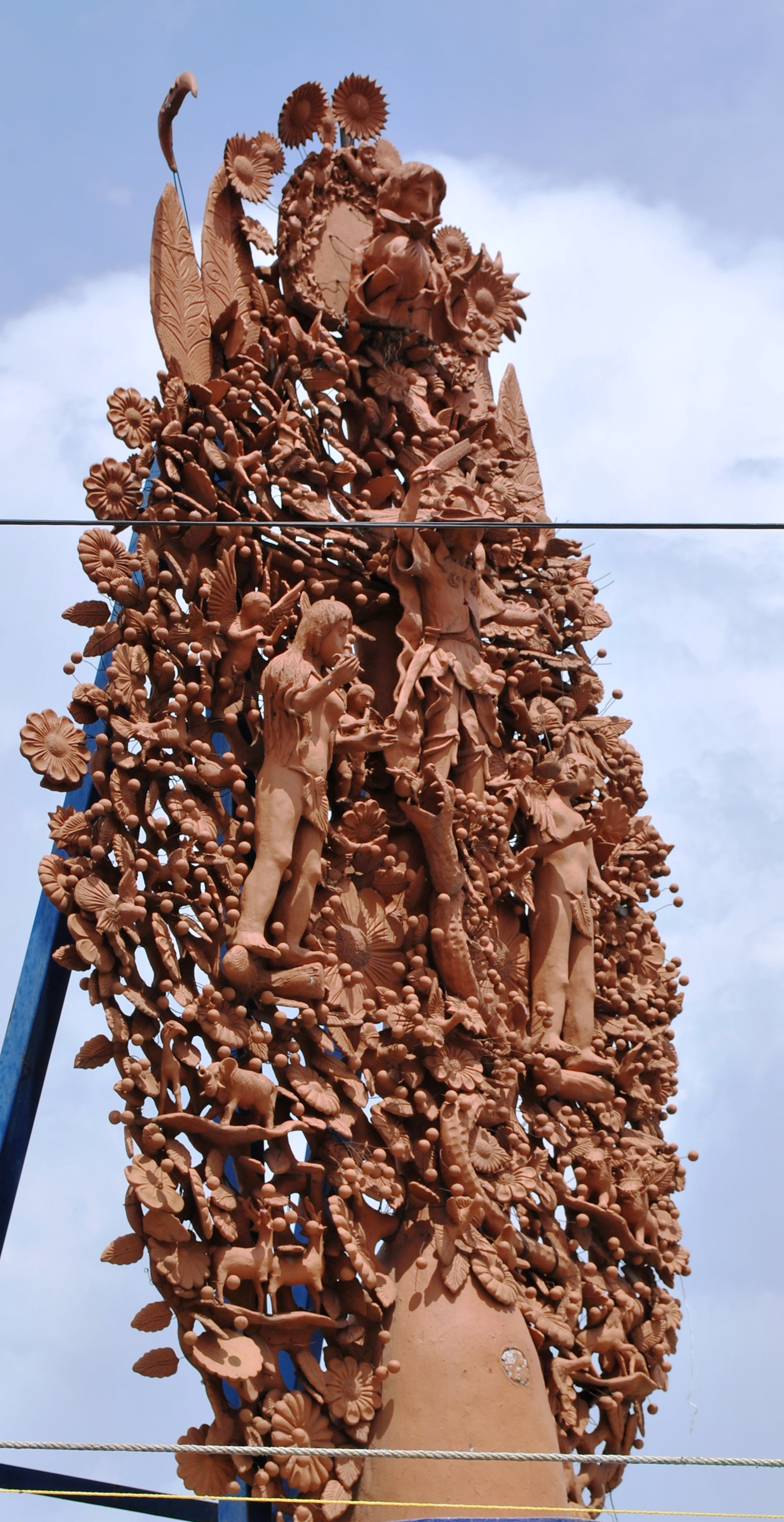
Arbre de Vie du Jardin d’Eden avec Adam et Eve, grande sculpture en plein air à Metepec.
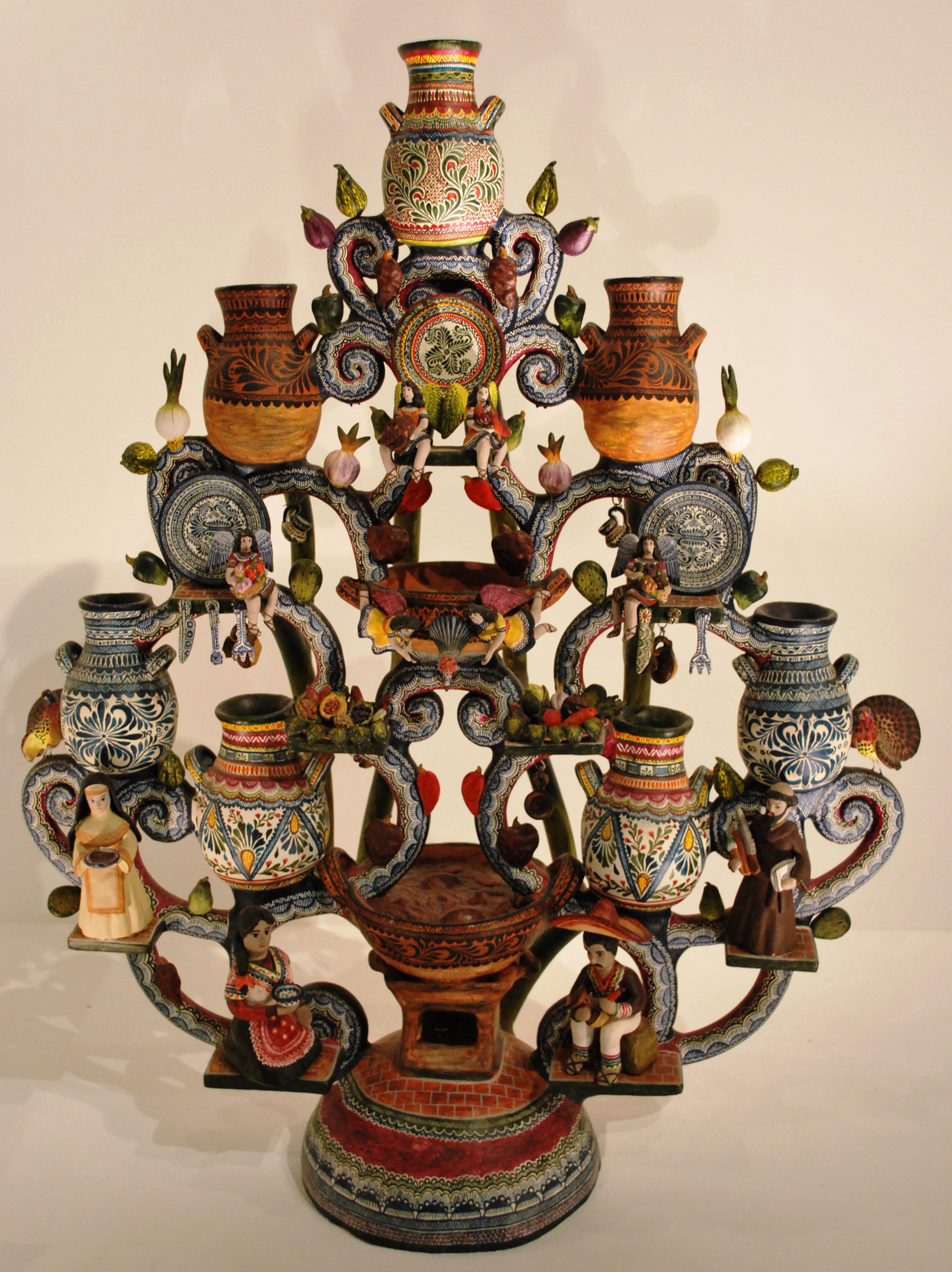
Arbre de Vie sur le thème de la poterie Talavera.

Une sculpture d'un arbre de vie apparaît sur la pochette de l'album des Beatles, Sgt.pepper's Lonely Hearts Club Band.